# Peter Schreiter
Peter Schreiter (* 10. April 1938 in Saalfeld/Saale; † 3. Mai 2023) war ein deutscher Mineraloge, Hochschullehrer und Wissenschaftspublizist.

## Werdegang
Schreiter studierte und qualifizierte sich an der Universität Leipzig in Mineralogie und war dort als Wissenschaftler in Lehre und Forschung tätig, seit 1970 als Studiendekan (Fakultät für Chemie und Mineralogie: Institut für Mineralogie, Kristallographie und Materialwissenschaft). Das Ende der DDR erlebte er als Hochschuldozent für Mineralogie. Im Rahmen der Neuordnung der Universitäten nach der Wiedervereinigung wurde Schreiter zum Professor für Technische Mineralogie an der Universität Leipzig ernannt. 2003 ging er in den Ruhestand.
Peter Schreiter war verheiratet mit Inge Schreiter, das Paar hatte zwei Töchter.

## Werk und Wirkung
Schreiter promovierte 1965 mit einer petrographisch-materialwissenschaftlichen Arbeit über Erzgehalte und magnetische Eigenschaften spezieller basaltischer Gesteine.
Er interessierte sich nicht nur für wissenschaftliche Fragen als solche, sondern engagierte sich auch in der Vermittlung mineralogisch-petrographischen Wissens an ein breites Publikum. In diesem Rahmen verfasste er zusammen mit Rudolf Jubelt 1972 ein Gesteinsbestimmungsbuch. Dieses Werk wurde so beliebt und erfolgreich, dass es, mittlerweile aktualisiert und erweitert, 1987 seine 8. Auflage erfuhr. Es war weit mehr als ein bloßes Bestimmungsbuch. Es gab allgemeinverständlich Einblicke in die Eigenschaften und Entstehungswege aller wichtigen Gesteinsarten. Insbesondere die praktische Bedeutung von Gesteinen kam detailliert zur Sprache. Das betraf die Bodenbildung durch Gesteinszersetzung (gesteinsabhängige Bodenqualitäten), die allgemeine und technische Gesteinsverwendung sowie das Thema Gesteine als Rohstoffquellen und als Basis zur Herstellung von Baustoffen. Auch synthetische Festkörper („künstliche Gesteine“) wurden in Anbetracht ihrer industriell-praktischen Relevanz abgehandelt.
Im Rahmen seiner Qualifikation zum Hochschullehrer verfasste Peter Schreiter, wie in der DDR seit 1969 üblich, 1976 eine Dissertation B. Er befasste sich darin mit einem von seiner Promotion A von 1965 gänzlich abweichenden Thema aus dem Bereich Technische Mineralogie, ein ehrgeiziges Vorgehen, das damals nicht selbstverständlich war.
Schreiter sah bereits zu DDR-Zeiten die Probleme des Umweltschutzes und die Notwendigkeit nachhaltigen Handelns. Er war in dieser Hinsicht ein Pionier, was die ausdrückliche Anerkennung seiner Universität fand. Im Bereich Technische Mineralogie sah er früh Lösungspotentiale für Umweltprobleme. Konkret befasste er sich aus mineralogischer Perspektive mit den gravierenden Belastungen durch Braunkohlenkraftwerksaschen. Zugleich sah er jedoch auch die positive Nutzbarkeit solcher Aschen. So haben sie z. B. gute Adsorptionseigenschaften: Man kann öl- und fettverseuchtes Wasser mit ihrer Hilfe reinigen. Die „rasch vom geklärten Wasser getrennte ölbeladene Asche“ kann dann durch erneute Verfeuerung „leicht unschädlich gemacht werden“.
Nach der Wiedervereinigung ergab sich die Chance, intensiv mit Forschern im Westen zu kooperieren, die sich mit dem gleichen Themenfeld befassten, speziell mit der Arbeitsgruppe um Hans Ulrich Bambauer in Münster. Die wissenschaftlichen Resultate dieser gemeinsamen Forschung sind in einem umfassenden Handbuch dokumentiert.

## Veröffentlichungen
- Mit Rudolf Jubelt: Gesteinsbestimmungsbuch. VEB Deutscher Verlag für Grundstoffindustrie.  ** 1. Auflage, Leipzig 1972, 178 Seiten (DNB-Eintrag).
  - 8., durchgesehene Auflage, Leipzig 1987, 198 Seiten, ISBN 3-342-00239-5 (DNB-Eintrag).